# يوهان فايت
يوهان فايت (بالألمانية: Johann Veit)‏ هو أستاذ جامعي وبروفيسور ألماني، ولد في 17 يونيو 1852 في برلين في ألمانيا، وتوفي في 2 يونيو 1917 في Schierke ‏ في ألمانيا.